# Dalmasula lorelei
Espèce
Dalmasula lorelei est une espèce d'araignées aranéomorphes de la famille des Oonopidae.

## Distribution
Cette espèce est endémique de Namibie. Elle se rencontre dans les régions d'Erongo et de Karas.

## Description
Le mâle holotype mesure 2,13 mm et la femelle paratype 2,24 mm.

## Étymologie
Cette espèce est nommée en référence au lieu de sa découverte, Lorelei Mine.

## Publication originale
- Platnick, Abrahim, Álvarez-Padilla, Andriamalala, Baehr, Baert, Bonaldo, Brescovit, Chousou-Polydouri, Dupérré, Eichenberger, Fannes, Gaublomme, Gillespie, Grismado, Griswold, Harvey, Henrard, Hormiga, Izquierdo, Jocqué, Kranz-Baltensperger, Kropf, Ott, Ramírez, Raven, Rheims, Ruiz, Santos, Saucedo, Sierwald, Szüts, Ubick & Wang, 2012 : Tarsal organ morphology and the phylogeny of goblin spiders (Araneae, Oonopidae), with notes on basal genera. American Museum Novitates, no 3736, p. 1-52 (texte intégral).